# 上野公成
上野 公成（うえの こうせい、1939年〈昭和14年〉7月23日 - ）は、日本の建設官僚、政治家。都市再生研究所理事長。参議院議員（2期）、通商産業政務次官、内閣官房副長官（政務担当）などを歴任した。

## 概要

### 生い立ち
群馬県高崎市出身。父は医師・上野大成。1958年に群馬県立高崎高等学校を卒業後、1966年に東京大学工学部都市工学科の第1期生として卒業。同年、建設省に入省。

### 官界
建設省では住宅関連の業務に携わることが多かった。群馬県土木部住宅課長、建設省住宅局住環境整備室長、大臣官房政策企画官、住宅生産課長、住宅建設課長などを歴任した。1991年、建設省を退官。

### 政界

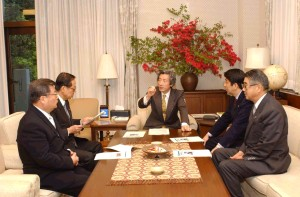
2002年4月26日、総理大臣官邸にて内閣総理大臣小泉純一郎（中央）、内閣官房長官福田康夫（左から2人目）、内閣官房副長官安倍晋三（右から2人目）、古川貞二郎（右端）と

1992年、第16回参議院議員通常選挙において、群馬県選挙区から福田宏一後継の新人として立候補し当選した。以降、2期連続当選を果たす。1996年、橋本内閣で通商産業政務次官に任命される。第2次森内閣から第1次小泉第1次改造内閣にて内閣官房副長官を務めた。その際、政務担当の内閣官房副長官として、在任期間の歴代最長記録（3年3ヶ月）を樹立した。
2004年、第20回参議院議員通常選挙では、同じ自民党公認の元文部大臣の中曽根弘文、県外（埼玉県）出身者の民主党・富岡由紀夫に敗れて落選した。
2006年、自民党総裁選において、群馬県選挙区選出の参議院議員山本一太が、同郷の福田康夫ではなく安倍晋三支持を前面に押し出してマスコミなどで派手に活動していた。その際、第21回参議院議員通常選挙より定数が1名削減される群馬県選挙区の党公認選考から山本を外し、前回選挙での落選で浪人中の上野を公認しようという動きが群馬県内の福田系県議を中心にあったが、最終的に現職の山本が選挙区公認候補となった。その結果、上野は比例区の公認候補となったが落選（候補者35名中20位）。県出身の比例候補は中山恭子、尾身朝子などがいる中で、上野ただ一人が自民党群馬県連の比例区重点候補者に指定されていた。
その後、2010年に行われた第22回参議院議員通常選挙では、自民党を離れてみんなの党からの立候補を模索するも、党側が公認に難色を示したため断念。6月14日に離党届を提出し、代わって娘婿の上野宏史（旧姓・小林）がみんなの党公認候補として比例区へ立候補し当選した（その後、宏史は日本維新の会へ移籍し、衆議院へ鞍替え当選）。2013年に行われる第23回参議院議員通常選挙では、宏史が所属する日本維新の会より比例区候補者として立候補したが落選した。
2017年11月の秋の叙勲で旭日重光章を受章する。

## 略歴
- 1966年 - 建設省（現国土交通省）入省
- 1976年-1978年 - 群馬県に出向、群馬県土木部住宅課長に就任
- 1991年 - 建設省退職
- 1992年 - 第16回参議院議員通常選挙（群馬県選挙区）で自由民主党公認で初当選
- 1996年 - 通商産業政務次官に就任
- 1998年 - 第18回参議院議員通常選挙（群馬県選挙区）で再選（2期目）
- 2000年7月 - 第2次森内閣の内閣官房副長官に就任
- 2001年4月 - 第1次小泉内閣で内閣官房副長官に再任
- 2003年9月 - 内閣改造で、翌年の第20回参議院議員通常選挙への立候補準備に伴い、内閣官房副長官を退任（内閣官房副長官（政務）の在任期間歴代最長記録を樹立）
- 2004年7月 - 第20回参議院議員通常選挙（群馬県選挙区）で落選
- 2007年7月 - 第21回参議院議員通常選挙で自由民主党の比例区公認候補として立候補するも落選
- 2013年4月 - 第23回参議院議員通常選挙で日本維新の会の比例区公認候補として立候補するも落選

## 著書
- 「デンマークのオンブズマン」
- 「群馬新時代を設計する」